# Panavia Tornado
Tornado — европейский боевой сверхзвуковой реактивный самолёт третьего поколения с крылом изменяемой стреловидности. Также именовался как MRA-75 и Panavia 200.
После того, как попытки британской компании British Aircraft Corporation («BAC») создать боевой самолёт совместно с Société des Avions Marcel Dassault провалились, она решила перейти к сотрудничеству с Германией. В самом начале 1970-х годов проект создания нового самолёта был начат «BAC» вместе со специалистами немецкой фирмы Messerschmitt-Bölkow-Blohm, и при участии итальянской Aeritalia. Tornado производился созданным в 1971 году консорциумом Panavia Aircraft GmbH, доли в котором принадлежали British Aircraft Corporation (42,5%), Messerschmitt-Bölkow-Blohm (42,5%), Aeritalia (15%). Авионика самолёта была разработана консорциумом Avionica (Компании: британская Elliott Brothers, германская Elektronik System и итальянская Aeritalia).
Существуют две основные модификации: истребитель-бомбардировщик «Торнадо» IDS и перехватчик «Торнадо» ADV. Долгое время являлся одним из основных боевых самолётов европейских стран НАТО. Широко использовался в ряде военных конфликтов. К концу 2010-х годов перехватчики ADV сняты с вооружения повсеместно.
Носитель ядерного оружия (авиабомбы B61).

## Конструкция

### Планер
В конструкции планера самолета «Торнадо» используются легкие сплавы (71 %), титановые сплавы (18 % главным образом для узла поворотной части консолей крыла), высокопрочные стали (6 %) и прочие материалы (5 %).

## РЛС
В носовой части Tornado IDS GR1 стоят две радиолокационные станции фирмы Texas Instruments — GMR (радар воздух-земля с функцией картографирования земной поверхности) передает изображение в заднюю кабину, используется для применения оружия воздух-земля и навигации и TFR — радар для следования рельефу местности, выводится на экран в передней кабине а также дает данные на автопилот.
В носовой части ADV F2 (построено 17 машин) не было радара из за того что он не был готов во время производства данных самолетов. Самолёты летали с балластом, известным как Blue Circle.
Tornado ADV F3 (поставлялся с ноября 1985 года) снабжался доведённым радаром FoxHounter Stage 3 AI.24 для работы по воздушным целям, дальность обнаружения истребителя до 80 км, бомбардировщика до 180 км. Позволяет сопровождать на проходе до 12 целей и применять ракеты SkyFlash (улучшенную копию американской ракеты AIM-7E), а также рассчитывать упреждение для стрельбы из пушки.

## История создания и производства
Первый самолёт поступил на вооружение ВВС Италии 3 марта 1981 года. Статистика серийного производства приведена по источникам: Panavia Tornado IDS, Panavia Tornado ADV.
- Великобритания — построено 249 истребителей-бомбардировщиков «Торнадо» IDS: 4 прототипа, 3 предсерийных, 242 серийных для Королевских ВВС. Также построено 195 перехватчиков «Торнадо» ADV: 1 предсерийный, 194 серийных для Королевских ВВС. Также производились самолёты для Саудовской Аравии.
- Германия — построено 363 самолёта: 4 прототипа, 2 предсерийных, 322 серийных «Торнадо» IDS, 35 серийных «Торнадо» ECR. В 2010 году на вооружение ВВС Германии были приняты истребители Tornado, модернизированные до стандарта ASSTA 2.0[4]. 8 февраля 2012 года совершил первый полёт истребитель Tornado, модернизированный до стандарта ASSTA 3.0. Благодаря модернизации, проводящейся в интересах ВВС Германии, истребители Tornado смогут простоять на вооружении по меньшей мере до 2025 года[5].
- Италия — построен 101 самолёт: 1 прототип, 1 предсерийный и 99 серийных «Торнадо» IDS. В 1995—2004 годах итальянские ВВС эксплуатировали 24 взятых в лизинг британских «Торнадо» ADV.
- Саудовская Аравия — 26 сентября 1985 г. между Великобританией и Саудовской Аравией был подписан контракт Al Yamamah I, включающий 48 самолетов Tornado IDS и 24 ADV. Поставки IDS начались в 1986 г., а ADV — в 1989 г. Саудовская Аравия в июне 1993 г. заключила контракт Al Yamamah II на поставку еще 48 самолетов Tornado IDS. Поставки были завершены в 1998 году. Всего поставлено 120 Tornado (96 IDS и 24 ADV)[6][7].

## Модификации

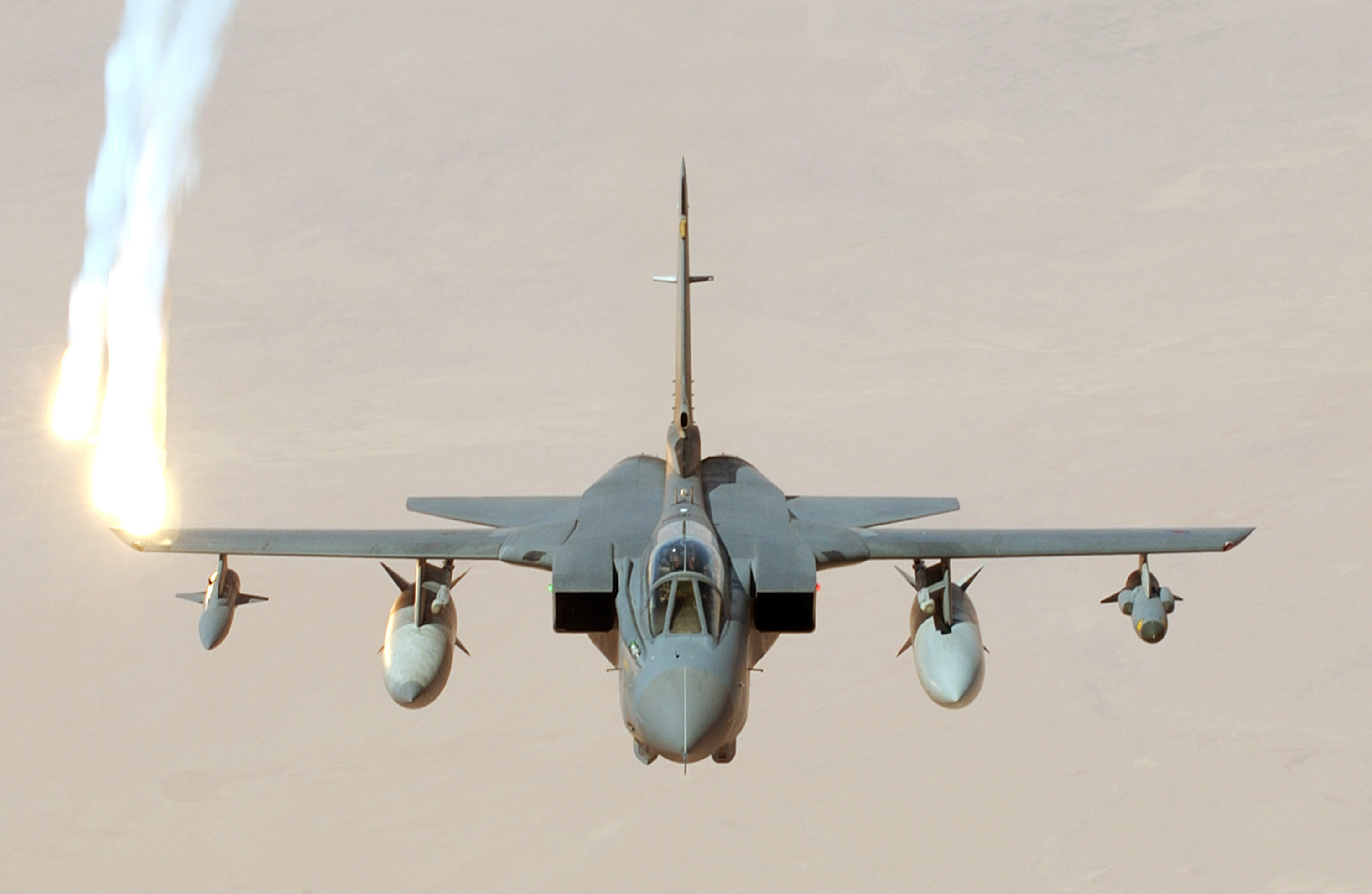
«Торнадо» GR4 ВВС Великобритании

- Tornado IDS — истребитель-бомбардировщик ВВС и ВМС Германии, а также ВВС Италии
  - Tornado GR.1 — ударный истребитель ВВС Великобритании
  - Tornado GR.1A — тактический всепогодный разведчик ВВС Великобритании[8]
  - Tornado GR.1B — морской ударный истребитель[9]
  - Tornado GR.4 — модернизированный истребитель-бомбардировщик GR1[10]
  - Tornado GR.4A — модернизированный тактический всепогодный разведчик ВВС Великобритании
- «Торнадо» ECR — разведчик-бомбардировщик, самолет РЭБ ВВС Германии[11]
- «Торнадо» ADV — всепогодный дальний перехватчик. Существуют версии: F2 (сделано 17шт), F2A (1шт) и F3 (155шт) [12]

## Боевое применение

### Война в Персидском заливе (1991)
В зоне конфликта было развёрнуто 80 самолётов «Торнадо» (42 со стороны Великобритании, 8 со стороны Италии, 30 со стороны Саудовской Аравии). Самолёты этого типа широко применялись для ведения разведки, нанесения сначала ночных, а потом и дневных ударов по наземным целям, а позже — при охоте за иракскими «Скадами». Самолёты совершили в сумме более 3600 вылетов.
3 самолёта разбилось до начала боевых действий и 9 самолётов было потеряно во время боевых действий. Были сбиты противником 8 самолётов (6 английских, 1 итальянский, 1 аравийский), также одна машина потеряна по небоевым причинам. Британия теряла 1 самолёт на каждые 80—400 вылетов, что примерно в десять раз чаще чем американские самолёты. Известен случай тяжёлого повреждения иракского перехватчика МиГ-25 на аэродроме в результате атаки «Торнадо». Как отметил британский лётчик Ниалл Ирвинг, каждый раз, когда истребители Торнадо F3 появлялись в воздухе, иракские самолёты разворачивались и возвращались на аэродром.

### Война в Югославии (1999)
40 истребителей-бомбардировщиков «Торнадо» (14 со стороны Великобритании, 20 со стороны Германии и 6 со стороны Италии) привлекались для нанесения ударов по наземным целям.
По официальным данным НАТО, самолёты этого типа потерь не имели, сербская же сторона заявляла о сбитии 10 «Торнадо». О наличии каких-либо документальных подтверждений сербских заявок (обломки самолётов, пленные лётчики) ничего не известно. В частности, сообщалось о сбитии британского «Торнадо» над Косово вечером 24 марта, однако из британских источников следует, что на тот момент британские «Торнадо» вообще не участвовали в войне, первые самолёты этого типа были выделены для участия в операции только 1 апреля.

### Война в Ираке
Единственной потерей «Торнадо» стал британский самолёт, сбитый зенитно-ракетным комплексом «Пэтриот» американских союзников, оба пилота погибли.

### Война в Сирии
3 декабря 2015 года ВВС Великобритании нанесли первый бомбовый удар по позициям ИГ. Два самолёта Panavia Tornado вылетели с авиабазы Акротири на Кипре и сбросили 6 бомб Paveway.
В январе 2016 года газета Bild сообщила, что обновление комплекса авионики до версии  ASSTA-3.1 и установка цветных многофункциональных ЖК дисплеев на Tornado германских ВВС нарушило работу нашлемных устройств ночного видения, которые используются пилотами для ночного бомбометания. В комментариях каналу Deutsche Welle министерство обороны Германии заявило, что ночные полёты Tornado в Сирии не планируются, и что возникшие проблемы с засветкой дисплеев будут устранены в течение нескольких недель.
14 апреля 2018 года четыре самолета Panavia Tornado, действующие с авиабазы Акротири на Кипре, нанесли удар ракетами Storm Shadow по бывшей ракетной базе в пятнадцати милях к западу от Хомса, контролируемой официальными сирийскими властями, где по предположениям военного руководства Великобритании хранилось химическое оружие.

## Тактико-технические характеристики

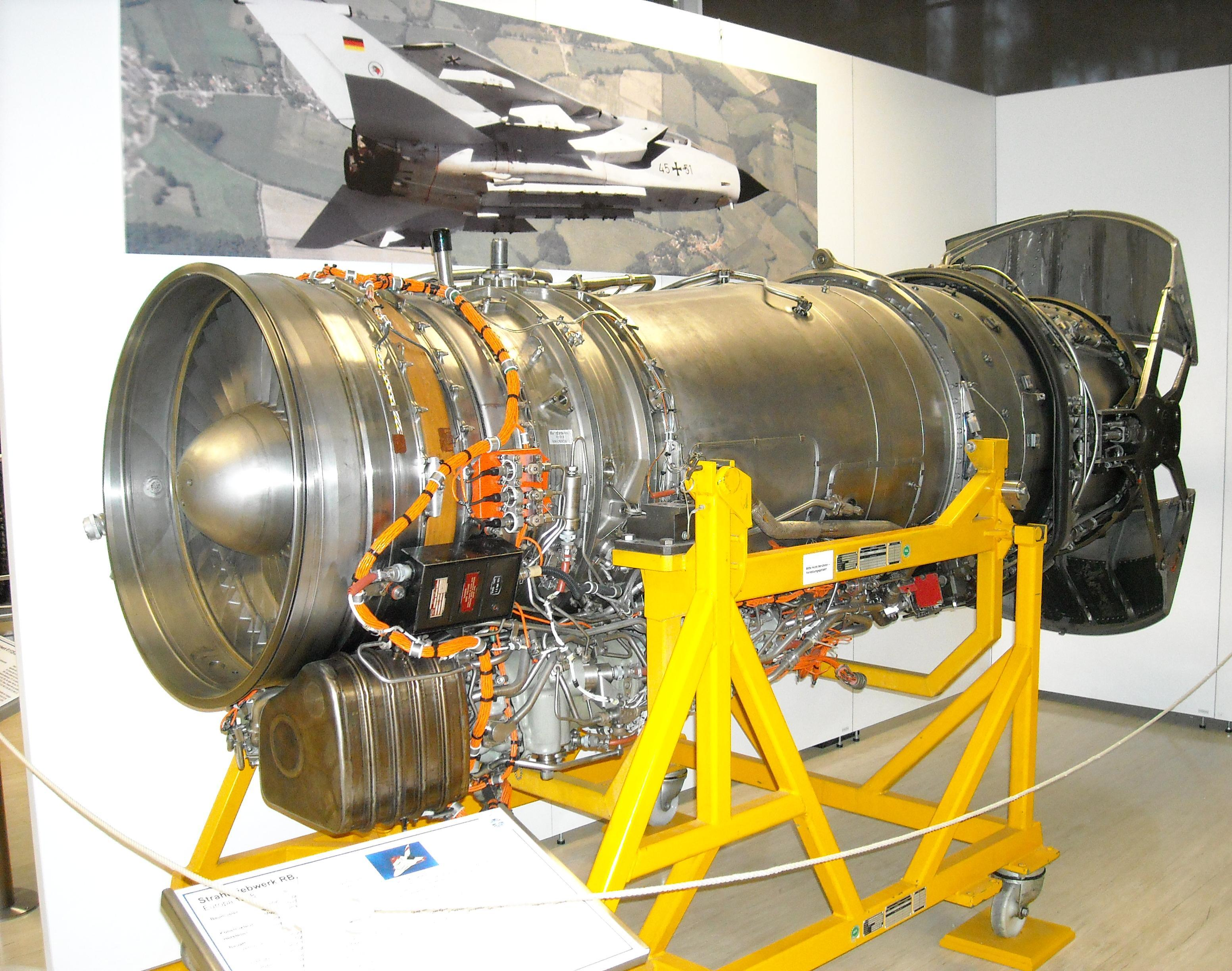
Турбовентиляторный двигатель Turbo-Union RB199 в музее ВВС Германии, Берлин-Гатов

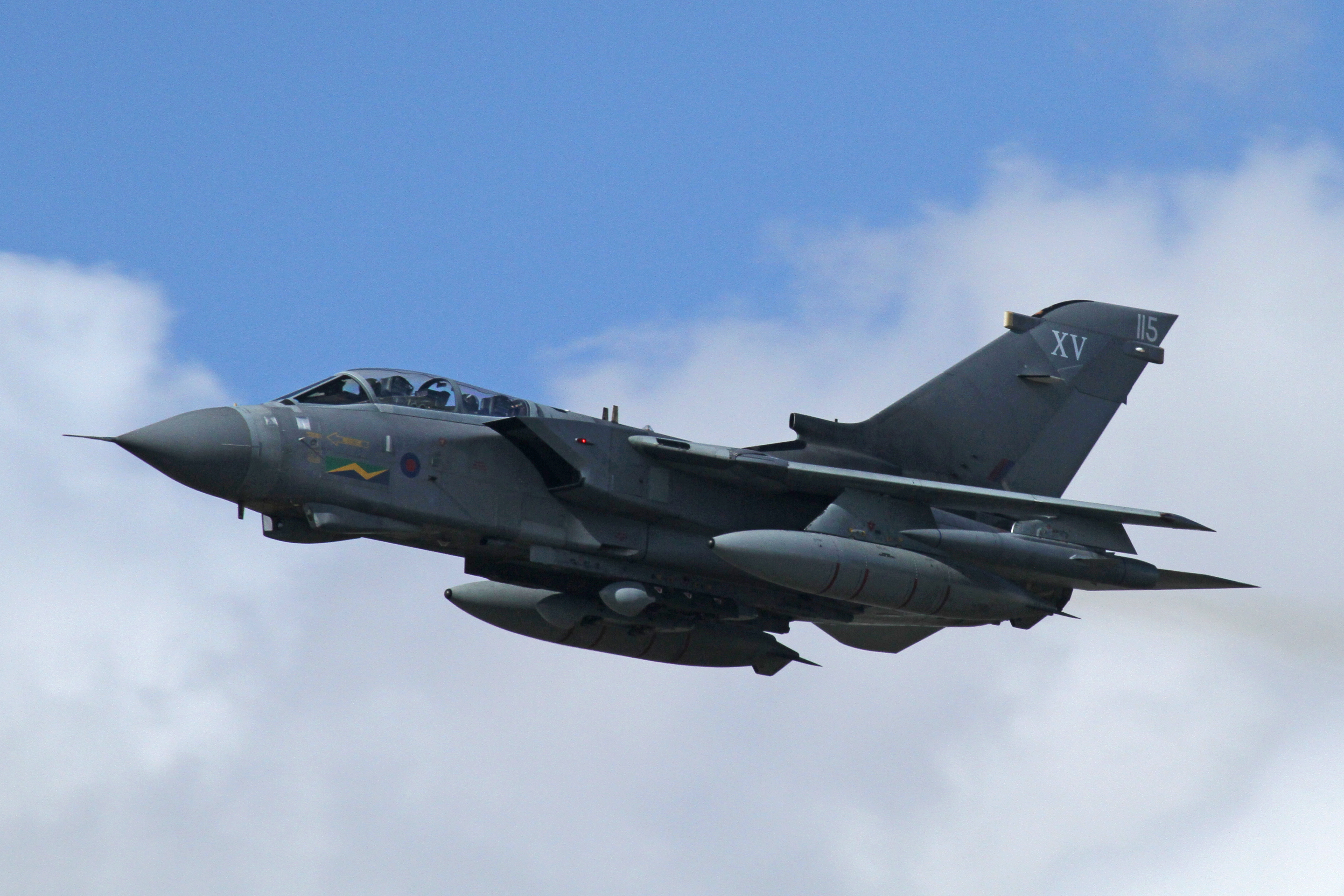
Tornado GR4 ВВС Великобритании

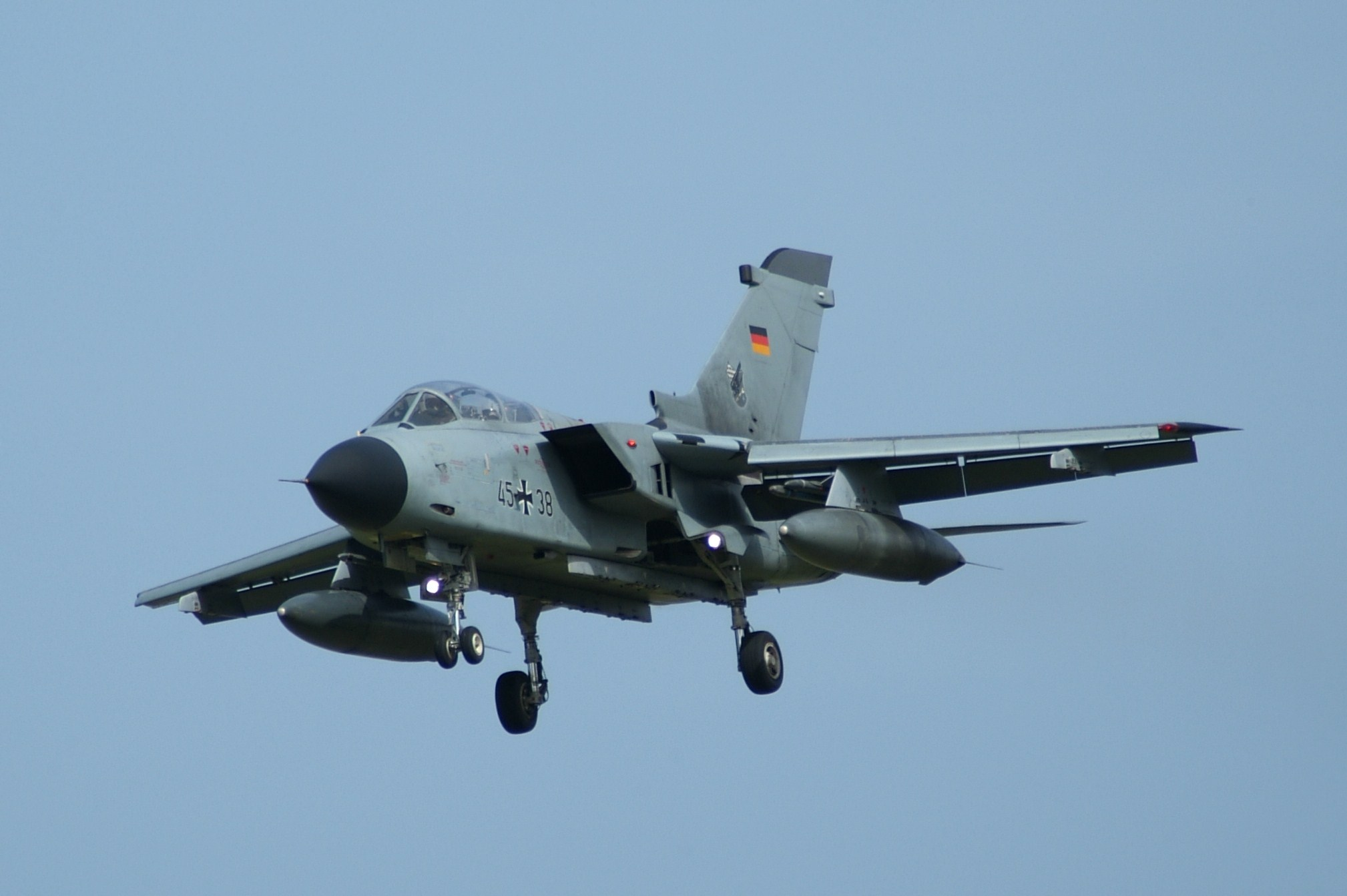
Tornado ECR

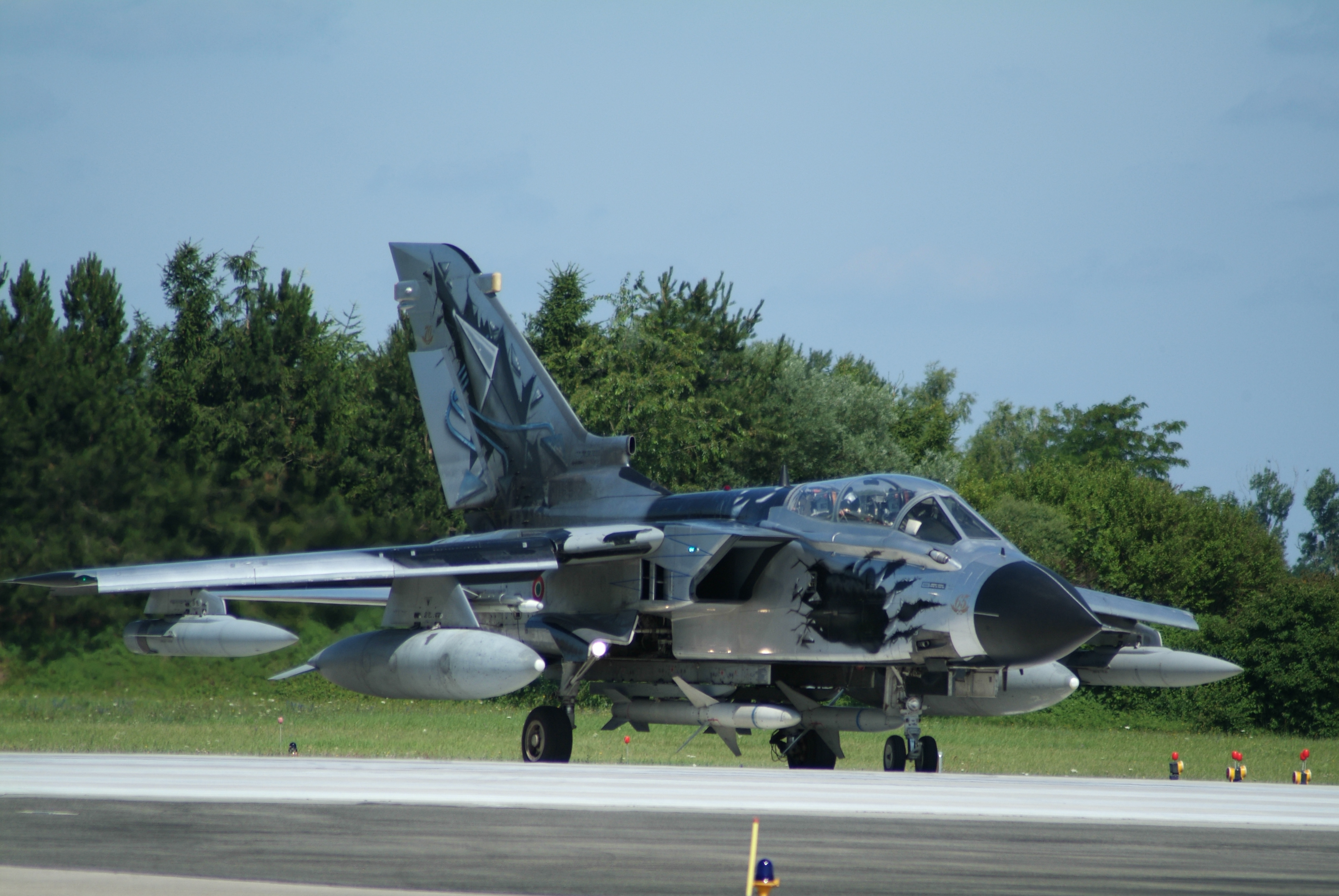
Tornado ECR ВВС Италии

Приведённые ниже характеристики соответствуют модификации «Торнадо» IDS (GR4):
Источник данных: В.Ильин, И.Кудишин. Боевая авиация зарубежных стран. Иллюстрированный справочник.

Технические характеристики
- Экипаж: 2 члена
- Грузоподъёмность: 9000 кг
- Длина: 16,72 м (IDS, ECR), 18,06 м (ADV)
- Размах крыла: 8,6 м—13,9 м (при макс. и мин. стреловидности крыла)
- Высота: 5,7 м
- Площадь крыла: 26,60 м² (при угле стреловидности 25°)
- Масса пустого: 14.100 кг (IDS, ECR), 14.300 (ADV)[27]
- Нормальная взлётная масса: 20 400 кг
- Максимальная взлётная масса: 27.200 кг (IDS, ECR) 27.990 кг (ADV)
- Масса топлива во внутренних баках: 6.300 кг (IDS, ECR), 7.240 кг (ADV)
- Силовая установка: 2 × ТРДДФ Turbo-Union RB199[англ.]
  - Бесфорсажная тяга: 2 × 4.180 кгс
  - Форсажная тяга: 2 × 7.444 кгс

Лётные характеристики
- Максимально допустимая скорость: 2340 км/ч (Маха=2,2)
- Максимальная скорость: 1480 км/ч (Маха=1,2) — на малой высоте без подвесок
- Крейсерская скорость: 1112км/ч (Маха=0,9) — на малой высоте с подвесками
- Боевой радиус: 1.390 км
- Перегоночная дальность: 3.890 км
- Практический потолок: 15.000 м
- Скороподъёмность: 165 (IDS GR1), 203 (ADV F3) м/сек
- Длина разбега: 760 м[27]
- Длина пробега: 370 м
- Максимальная перегрузка: +7,5 g

Вооружение
- Стрелково-пушечное: 2 х 27-мм Mauser BK-27[англ.][1]
  - Боезапас: 2 х 180 выстрелов
  - Скорострельность: 1.600 выстрелов/мин
- Точки подвески: 7
- Боевая нагрузка: 9.000 кг (IDS, ECR), 8.500 кг (ADV)
- Управляемые ракеты: 2 × УР воздух-воздух AIM-9 Sidewinder, 6 × AGM-65 Maverick, 12 × Brimstone, противорадиолокационные HARM, ALARM, ПКР Sea Eagle, TASM
- Бомбы: GBU-15, BL-755, Mk.83, MW-1, JP233, LAU-51A, LR-25, WE177

## Эксплуатанты
Итальянская Республика
- ВВС Италии: 71 Tornado (58 IDS и 13 ECR) на службе в 102-й, 154-й и 155-й эскадрильях 6-го крыла, 311-й эскадрильи отдела испытательных полётов (на ноябрь 2022 г.)[28][29].

 Королевство Саудовская Аравия
- КВВС Саудовской Аравии: 81 Tornado IDS на службе в 7-й, 75-й и 83-й эскадрильях 3-го крыла (на ноябрь 2022 г.)[7][28][30].

 Федеративная Республика Германия
- Люфтваффе: 88 Tornado (68 IDS и 20 ECR) на вооружении в тактической эскадре 33, тактической эскадре 51 «Иммельман», военно-техническом управлении 61 и ещё 8 на хранении по состоянию на 2024[31].

## В компьютерных играх
Представлен в симуляторе 1994 года «Tornado: Operation Desert Storm» от компании Digital Integration, в симуляторе Fighters Anthology, в модуле к симулятору Prepar3d от студии Sim Skunk Works и аркадной игре Ace Combat 6 Fires of Liberation. В разработке находится модуль Tornado IDS от AviaStorm с высоким уровнем проработки для симулятора DCS World. Вариант самолёта GR.1/GR.4/IDS/F.3/ADV добавлен в War Thunder.